# Dimarts
El dimarts és el segon dia de la setmana. El nom «dimarts» prové del llatí dies Martis, o «dia de Mart»; en canvi, en les llengües germàniques prové del corresponent nòrdic de Mart: Týr, el déu de la guerra en la mitologia escandinava. S'abreuja com «dt».
Tradicionalment, la mitologia catalana sempre ha vist el dimarts com un dia de mal averany. Hom evita de casar-se, fer-se a la mar o batejar una criatura en aquest dia.
Aquests són alguns dels noms que rep el dimarts en diferents idiomes:
| Idioma                                | Nom                                 | Significat                                                                                |
| ------------------------------------- | ----------------------------------- | ----------------------------------------------------------------------------------------- |
| Alemany Anglès Holandès               | Dienstag Tuesday Dinsdag            | Dia de Týr                                                                                |
| Català Aranès Castellà Francès Italià | Dimarts Dimars Martes Mardi Martedì | Dia de Mart                                                                               |
| Japonès                               | 火曜日 / Kayôbi                     | Dia del foc                                                                               |
| Portuguès                             | Terça-feira                         | Tercer dia                                                                                |
| Polonès Rus                           | Wtorek Вторник                      | Segon dia (després de diumenge)                                                           |
| Basc                                  | Astearte / Martitzena               | Astearte: Aste (setmana) + arte (entre) = Dia de entre setmana Martitzena: El dia de Mart |